# Грабар Наталя Григорівна
Грабар Наталя Григорівна (нар. 9 листопада 1957) — кандидат наук із соціальних комунікацій, доцент кафедри культурних універсалій, головний бібліограф Наукової бібліотеки Харківського національного технічного університету сільського господарства імені Петра Василенка.

## Біографія
Наталя Григорівна народилася 9 листопада 1957 року в селі Кочубеївка Чутівського району Полтавської області.
З 1964 по 1972 роки навчалася в Кочубеївській восьмирічній школі.
У 1975 році закінчила Артемівську середню школу.
У вересні 1975 року працювала вагарем на заводі ім. Артема.
З лютого 1976 року старша піонервожата Васильківської середньої школи.
У 1978 році вступила до Харківського державного інституту культури.
У 1982 році отримала диплом за спеціальністю бібліотекар-бібліограф.
У серпні 1982 року працює в бібліотеці Харківського інституту механізації та електрифікації сільського господарства.
У 2004 році працювала на посаді асистента кафедри культури.
З 2006 по 2008 роки працювала на посаді викладача кафедри культури Харківського національного технічного університету сільського господарства імені Петра Василенка; за сумісництвом працює в бібліотеці.
З 2008 по 2015 роки працювала на посаді доцента кафедри культури Харківського національного технічного університету сільського господарства імені Петра Василенка.
У 2008 році захистила дисертацію на тему «Виховна діяльність бібліотек вищих навчальних закладів у сучасних соціально-комунікаційних умовах», присуджено науковий ступінь кандидата із соціальних комунікацій зі спеціальності «Книгознавство, бібліотекознавство, бібліографознавства».
У 2009 році присвоєно вчене звання доцента.
20 січня 2011 року за рішенням Атестаційної колегії Міністерства освіти і науки присвоєно вчене звання доцента кафедри культури.
З 2015 по 2020 роки працювала на посаді доцента кафедри культурних універсалій Харківського національного технічного університету сільського господарства імені Петра Василенка.
У 2021 році захистила дисертацію на тему «Система професійного спілкування в соціокомунікативному середовищі бібліотечної сфери», присуджено науковий ступінь доктора наук із соціальних комунікацій.
У 2021 році працювала професором кафедри культури, спорту та туризму Харківського національного технічного університету сільського господарства імені Петра Василенка.
З вересня 2021 по теперішній час працює професором кафедри ЮНЕСКО та соціального захисту Державного біотехнологічного університету.

## Праці
Наталя Григорівна автор більше ніж 150 наукових праць, в тому числі статті, що індексуються в наукометричних базах даних Scopus та Web of Sciencе — 2, навчальні посібники — 3, 2 одноосібні та співавторство — 5 колективних монографій.

## Відзнаки та нагороди
- диплом конкурсу «Бібліотекар року» у номінації «За кращу публікацію» (2014)